# Lippisch P.20
El Lippisch P.20 fue un proyecto de caza de reacción alemán de finales de la Segunda Guerra Mundial. El P.20 fue diseñado en abril de abril de 1943 como un intento de desarrollar el avión cohete interceptor Messerschmitt Me 163 en un caza propulsado por turborreactor. Externamente, el P.20 era similar al Me 163 en el cual se basaba, con un fuselaje agrandado para albergar el turborreactor Jumo 004 con toma de aire en la parte inferior del morro de la aeronave. Este diseño fue el último realizado por Alexander Lippisch mientras trabajaba en Messerschmitt, ya que abandonó la compañía a finales de abril de 1943. Este modelo nunca pasó de la mesa de diseño. El armamento previsto para ese avión eran dos cañones MK 108 de calibre 30 mm montados en los laterales del fuselaje y otros dos MK 103 de 30 mm montados en las raíces de las alas.

## Especificaciones

### Características generales
- Tripulación: 1 piloto
- Longitud: 5,73 m
- Envergadura: 9,3 m
- Planta motriz: 1× turborreactor Junkers Jumo 004.

### Rendimiento
- Velocidad máxima operativa (Vno): 915 km/h

### Armamento
- Cañones: 4× 

  - 2× MK 108 de 30 mm en los laterales del fuselaje.
  - 2× MK 103 de 30 mm en las raíces de las alas.

### Desarrollos relacionados
- Messerschmitt Me 163